# Autostrada George Parks
L'autostrada George Parks (George Parks Highway in inglese) è una importante strada che comunica la costa sud dell'Alaska (in particolare la città di Anchorage) con la parte interna dello stato (la città di Fairbanks).

## Storia
L'autostrada George Parks, completata nel 1971 e numerata come Interstate A-4 e indicata come Alaska Route 3, inizia al chilometro 56 dell'autostrada Glenn (presso la città di Palmer a nord di Anchorage) e termina a Fairbanks.
Il nome dell'autostrada fu dato in onore di George Alexander Parks, governatore dello stato dell'Alaska dal 1925 a 1933.

## Percorso della strada
Il percorso della strada è più o meno parallelo al tratto principale della ferrovia dell'Alaska ed è il principale accesso autostradale al parco nazionale del Denali. Il chilometro "0" dell'autostrada in realtà non inizia a Palmer ma nel centro di Anchorage (quindi i primi 56 chilometri sono in comune con l'autostrada Glenn). Solamente due brevi tratti dell'autostrada sono costruiti secondo gli standard attuali per le autostrade (due corsie separate per le due direzioni): il tratto iniziale in comune con la Glenn Highway fino a pochi chilometri da Wasilla e gli ultimi 10 chilometri all'interno della città di Fairbanks.
La strada attraversa tre borough: il borough di Matanuska-Susitna, quello di Denali, la Census Area di Yukon-Koyukuk dello Unorganized Borough e il borough di Fairbanks North Star.
Tracciato dell'autostrada 
| Borough                                            | Mile | Km   | Località                                                                  | Coordinate             |  |
| -------------------------------------------------- | ---- | ---- | ------------------------------------------------------------------------- | ---------------------- |  |
| Borough di Matanuska-Susitna                       | 0    | 0    | Bivio con l'autostrada Glenn a est di Wasilla (qui inizia l'autostrada)   | 61°32′28″N 149°15′09″W |  |
| Borough di Matanuska-Susitna                       | 7,8  | 12,5 | Wasilla                                                                   | 61°34′51″N 149°26′31″W |  |
| Borough di Matanuska-Susitna                       | 18   | 30   | Bivio per Big Lake Road                                                   | 61°34′32″N 149°43′27″W |  |
| Borough di Matanuska-Susitna                       | 23   | 37   | Houston                                                                   | 61°37′50″N 149°48′49″W |  |
| Borough di Matanuska-Susitna                       | 37   | 59,5 | Ponte sul Willow creek                                                    | 61°44′23″N 150°05′50″W |  |
| Borough di Matanuska-Susitna                       | 69   | 111  | Ponte sul fiume Susitna                                                   | 62°10′32″N 150°10′30″W |  |
| Borough di Matanuska-Susitna                       | 96   | 154  | La strada entra nel Parco nazionale del Denali                            | 62°32′56″N 150°14′14″W |  |
| Borough di Matanuska-Susitna                       | 68   | 157  | Ponte sul fiume Susitna                                                   | 62°33′53″N 150°13′58″W |  |
| Borough di Matanuska-Susitna                       | 134  | 215  | La strada esce dal Parco nazionale del Denali                             | 62°57′37″N 149°38′29″W |  |
| Borough di Matanuska-Susitna                       | 139  | 223  | Ponte Hurricane Gulch                                                     | 63°00′51″N 149°35′30″W |  |
| Borough di Matanuska-Susitna                       | 166  | 267  | Passo Broad (690 m s.l.m.)                                                | 63°19′10″N 149°08′52″W |  |
| Borough di Denali                                  | 175  | 281  | Cantwell e bivio per l'autostrada Denali                                  | 63°23′16″N 148°54′00″W |  |
| Borough di Denali                                  | 181  | 291  | Ponte sul fiume Nenana (ponte più meridionale sul Nenana)                 | 63°27′25″N 148°48′13″W |  |
| Borough di Denali                                  | 195  | 313  | McKinley Park                                                             | 63°39′05″N 148°49′20″W |  |
| Borough di Denali                                  | 196  | 315  | Ponte sul fiume Nenana presso McKinley Park                               | 63°39′22″N 148°50′09″W |  |
| Borough di Denali                                  | 202  | 325  | Entrata nel Parco nazionale del Denali                                    | 63°43′43″N 148°53′09″W |  |
| Borough di Denali                                  | 203  | 326  | Ponte sul fiume Nenana presso l'entrata del parco                         | 63°44′14″N 148°53′11″W |  |
| Borough di Denali                                  | 208  | 334  | Ponte sul fiume Nenana presso Healy                                       | 63°48′10″N 148°56′04″W |  |
| Borough di Denali                                  | 213  | 342  | Healy                                                                     | 63°58′15″N 148°07′36″W |  |
| Borough di Denali                                  | 240  | 386  | Ponte "Jack Coghill Bridge" sul fiume Nenana presso la cittadina di Clear | 64°13′03″N 149°16′51″W |  |
| Unorganized Borough (Census Area di Yukon-Koyukuk) | 269  | 432  | Nenana                                                                    | 64°13′29″N 149°05′26″W |  |
| Unorganized Borough (Census Area di Yukon-Koyukuk) | 270  | 434  | Ponte "Alaska Native Veterans Honor" sul fiume Tanana                     | 64°13′29″N 149°05′26″W |  |
| Borough di Fairbanks North Star                    | 318  | 511  | Bivio per la "Geist Road" (University of Alaska Fairbanks)                | 64°50′55″N 147°51′52″W |  |
| Borough di Fairbanks North Star                    | 320  | 514  | Bivio per la "Airport Way" (Fairbanks International Airport)              | 64°50′11″N 147°50′03″W |  |
| Borough di Fairbanks North Star                    | 323  | 520  | Intersezione con l'autostrada Richardson (fine dell'autostrada)           | 64°49′13″N 147°42′35″W |  |

(Non sempre le foto corrispondono esattamente alla località indicata)

## Il ponte "Tanana River Bridge"
Uno dei ponti più importanti sulla George Parks Highway è il Tanana River Bridge, con dedica a "Alaska Native Veterans Honor", sul fiume Tanana nei pressi della città di Nenana. Il ponte è stato completato nel 1967. La campata più grande è di 152 metri per una lunghezza totale di 398 metri. La piattaforma (sulla quale poggia la strada) è larga 9 metri. Il traffico medio giornaliero è di 1.514 veicoli nei due sensi.

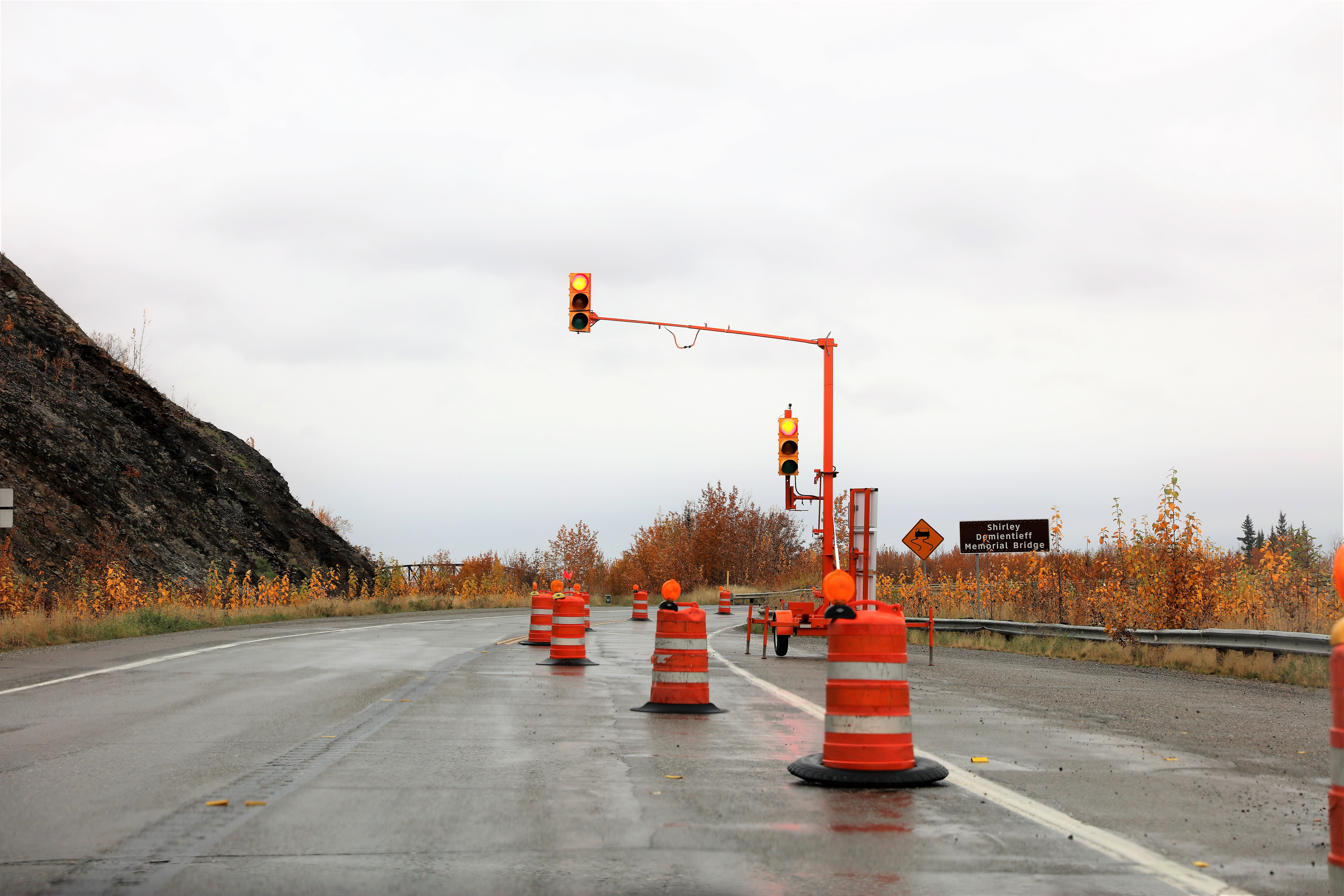
Accesso al ponte da Fairbanks
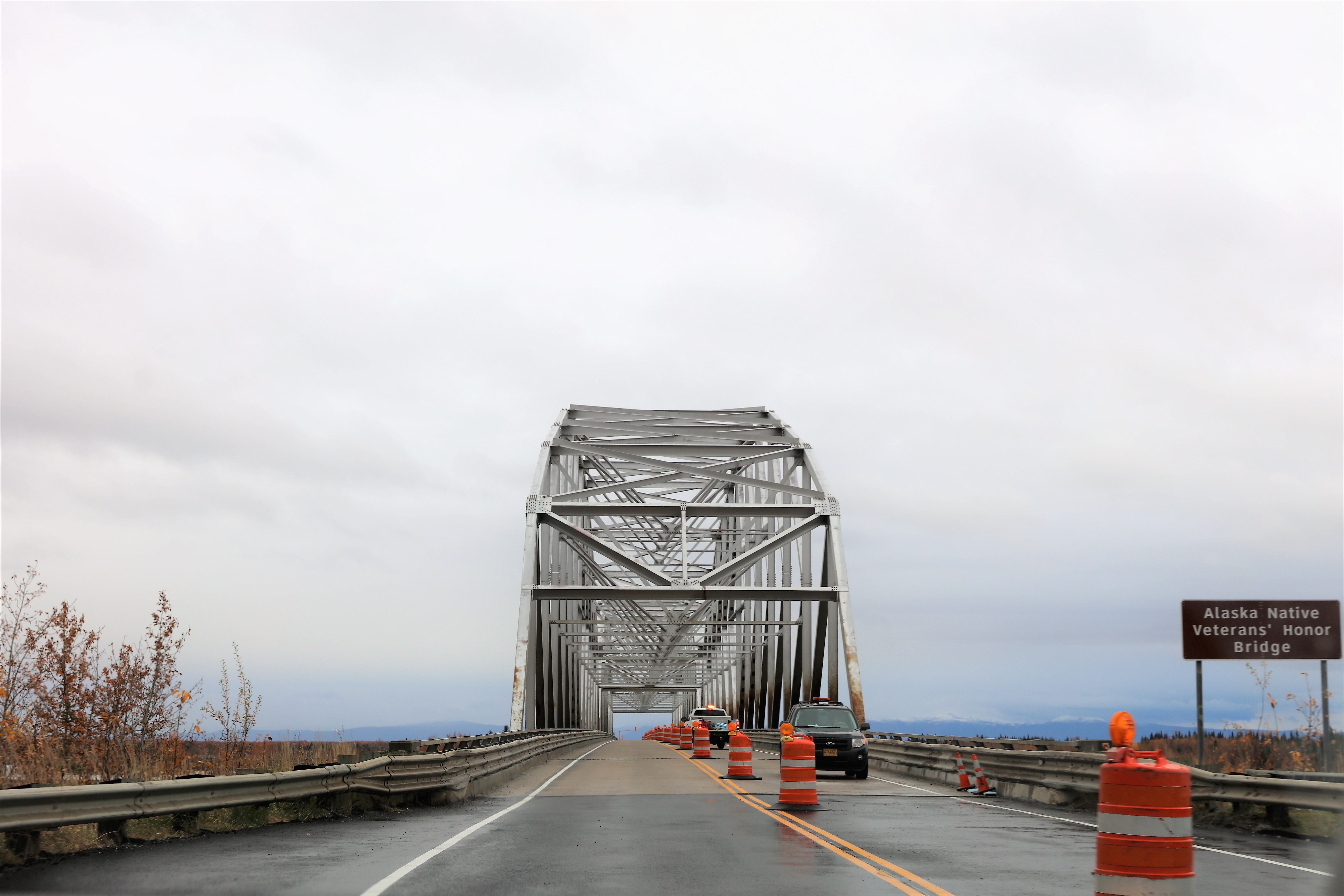
Il ponte in settembre
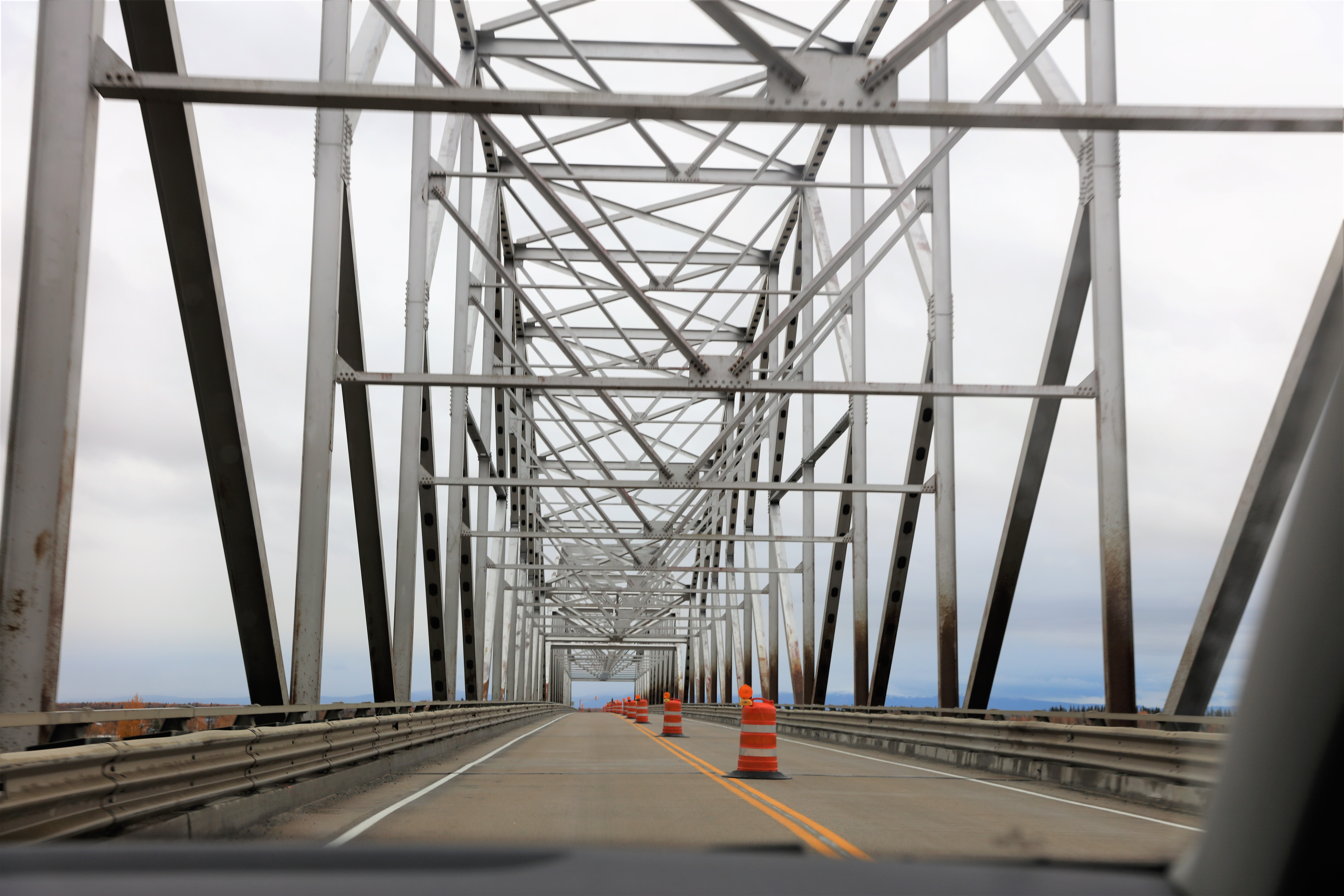
La struttura
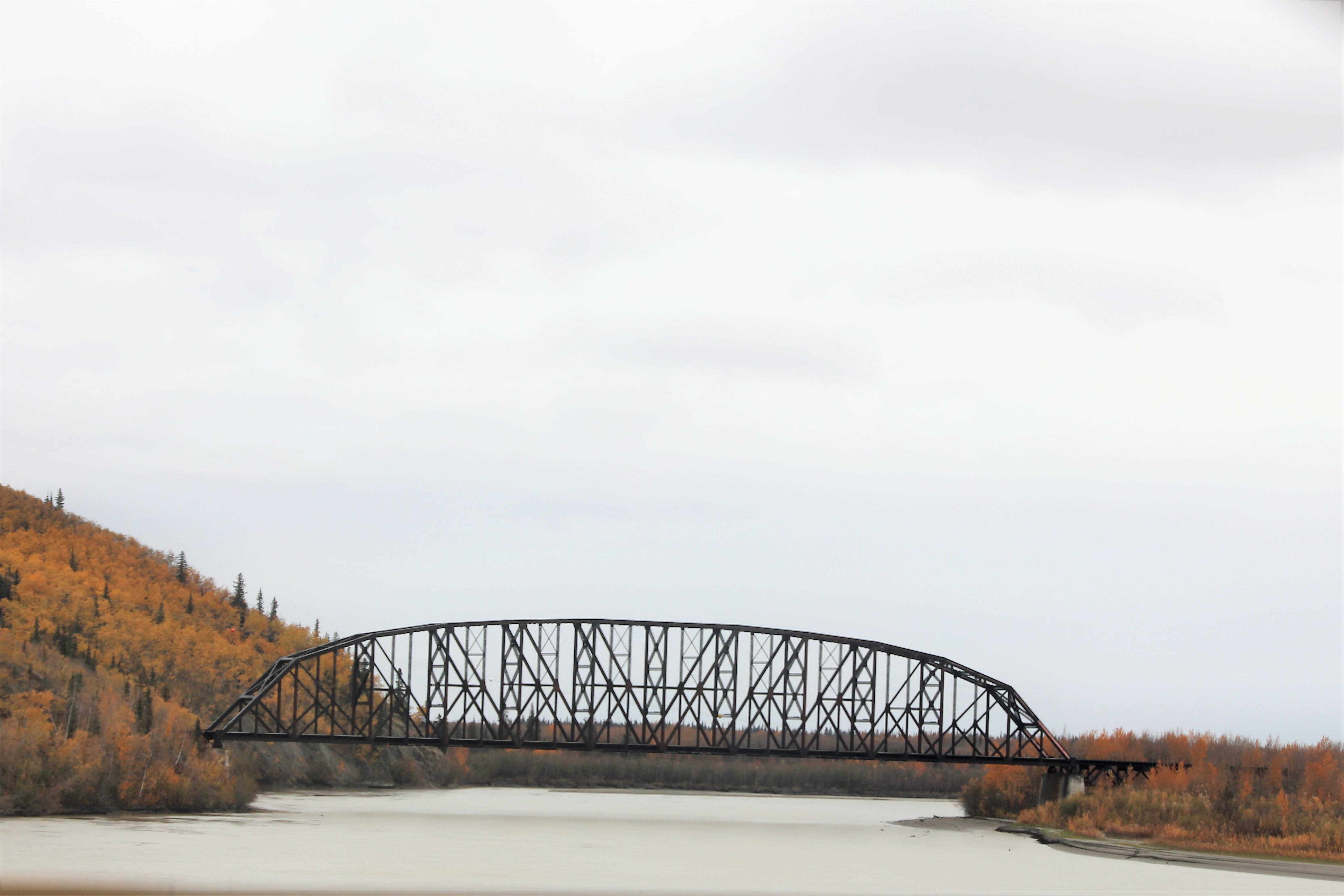
Il ponte "Mears Memorial" della ferrovia visto dal ponte stradale

## Turismo
Questa strada offre immensi e ampi spazi con panorami verso l'Alaska Range. Inoltre è punteggiata da graziose cittadine e circondata va vasti parchi nazionali (Parco nazionale di Denali, Parco Statale Denali e Nancy Lake State Recreation Area). La cittadina di Talkeetna (posizionata sulla riva opposta del fiume Susitna rispetto l'autostrada) è un luogo ideale per organizzare sorvolate aeree del gruppo montuoso del Denali.